# Wassermühle Holzdorf
Eine Wassermühle Holzdorf an der Kremitz wurde bereits im Dreißigjährigen Krieg zerstört. Kreishauptmann Christian Vitzthum von Eckstädt erwirkte im Amt Schweinitz am 21. Juli 1695 eine Inspektion des Mühlenstandortes durch Landeswasserbaumeister Michael Klemm, der entscheiden sollte, ob am Mühlenstandort eine neue Wassermühle aufgebaut werden könnte, ohne dem umliegenden Land durch Überflutungen Schäden zuzufügen.

Die Wassermühle Holzdorf auf einer Postkartenansicht um das Jahr 1914

## Geschichte
Nach dem Bericht des Landeswasserbaumeisters wurde in Holzdorf eine Wassermühle mit zwei Wasserrädern betrieben. Die Kremitz hatte oberhalb der Mühle ein Gefälle von etwa einer halben Elle, jedoch könne man das Gefälle, aufgrund der Nähe zur Schwarzen Elster unterhalb der Mühle um eindreiviertel Ellen vergrößern. Ferner habe es einen Mühlenteich und einen Mühlengraben am Holzdorfer Mühlenstandort gegeben. Einen an der Kremitz befindlichen alten Pfahl interpretiert er als Mühlpfahl. Klemm bestätigt die Möglichkeit der Wiedererrichtung der Wassermühle, jedoch werde der Mühlenbetrieb bei trockenen Sommern und harten Wintern ruhen müssen.

## Eigentümer
1711 beantragte David Fischer beim Amtshauptmann in Schweinitz den Neubau der Holzdorfer Mühle. Über eine Antwort aus dem Amt ist nichts bekannt, die Neuerrichtung erfolgte aber erst zum Jahre 1729 mit Johann Gottfried Pinkert. 1750 war Johann Herrmann Strauch Mühlenbesitzer, danach wurden Carl Jacob Lehmann sowie Gottlob Richter genannt. Letzterer verkaufte die Mühle nach dem Tod seines Sohnes, der mit 17 Jahren im Stauteich ertrank, an Gottlob August Steinhardt. Nach dessen Tod am 15. Januar 1859 übernahm sein Sohn Gustav Ringwald Steinhardt den Betrieb. Nach seinem Tod am 11. September 1876 führte dessen Witwe die Geschäfte weiter und heiratete später den Müller Eduard Kiel, der die Mühle bis zu seinem Tod am 18. April 1909 betrieb. Danach übernahm sein Schwiegersohn Karl Theodor Georg Kuhrmann die Mühle, der das Müllerhandwerk beim Schwiegervater erlernt hatte. 1922 kaufte Müllermeister Herrmann Kutter die Wassermühle. Sein Sohn Paul Willi Kutter übernahm später den zur Motormühle umgestalteten Standort.

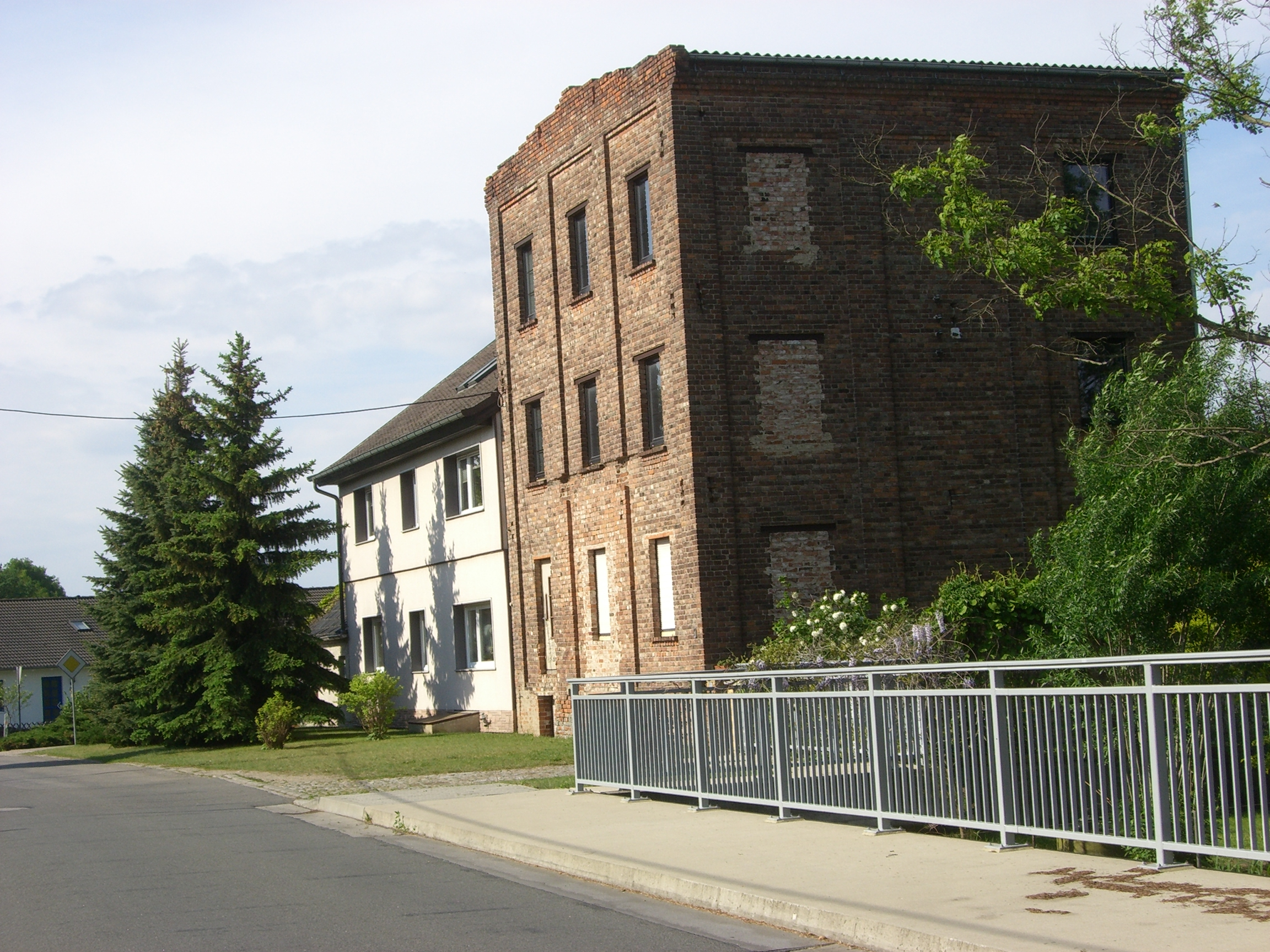
Ehemaliges Mühlengebäude an der Kremitz in Holzdorf 2012

## Sonstiges
1929 brannte die Mühle ab und wurde mit einem Motor als Antrieb wieder errichtet. Die Gründung einer LPG in Holzdorf bedeutete das Aus für die Mühle. Das Mühlengebäude ist heute zum Wohnhaus umgebaut.